# Bataille d'Un no Kuchi
La bataille d'Un no Kuchi (1536) au cours de l'époque Sengoku de l'histoire du Japon, est la première importante victoire de Takeda Harunobu, alors âgé de 15 ans. Il prend plus tard le nom de Takeda Shingen et devient l'un des plus célèbres seigneurs de guerre japonais.
Takeda Nobutora, le père de Harunobu, attaque Hiraga Genshin dans sa forteresse d'Un no Kuchi, mais est contraint de faire retraite. Harunobu, positionné à l'arrière des forces en retraite, attend jusqu'à ce que celles-ci ont évacué la forteresse, puis se retourne et emmène ses hommes vaincre une garnison du château prise au dépourvu, après avoir vu les Takeda fuir.

## Source de la traduction
- (en) Cet article est partiellement ou en totalité issu de l’article de Wikipédia en anglais intitulé « Battle of Un no Kuchi » (voir la liste des auteurs).